# Štramberk
Štramberk (německy Strahlenberg nebo Stramberg) je město v okrese Nový Jičín v Moravskoslezském kraji, poblíž Kopřivnice. Leží na svazích Zámeckého kopce, Kotouče a Bílé hory v Libotínských vrších v předhůří Beskyd. Žije zde přibližně 3 500 obyvatel.
Dominantou města je hrad Štramberk s gotickou věží Trúba o výšce 40 metrů průměru 9 metrů, která slouží od roku 1903 jako rozhledna. Podhradí bylo v roce 1359 povýšeno moravským markrabětem Janem Jindřichem na městečko. Ve městě na náměstí sídlí Muzeum Štramberk a Muzeum Zdeňka Buriana. Zdejší městská památková rezervace chrání nejen samotné jádro města, ale zejména historickou dřevěnou zástavbu na předměstí.
Na hoře Kotouč se nachází městský park Národní sad s galerií soch a památníků osobností české historie a s jeskyní Šipka, která se proslavila nálezem zlomku spodní čelisti neandertálského dítěte, tzv. Šipecká čelist. Objevitelem Šipecké čelisti je Karel Jaroslav Mašek (1851–1916). Autorem jeho pamětní desky odhalené 6. srpna 1922 na stěně jeskyně byl sochař František Juraň.

## Název
Jméno města bylo (s hláskovým zjednodušením) převzato ze jména hradu, jehož původní jméno bylo Strahlenberg ("Střelová hora").

## Historie
V době kdy město patřilo jezuitskému řádu jako nadační statek olomouckého konviktu, byla založena tradice poutí na Horu Olivetskou (Kotouč), zasvěcená utrpení Ježíše Krista. Pouť se koná od roku 1660, v upomínku legendárního vítězství štramberských křesťanů nad mongolským vojskem z 8. května 1241, v předvečer Nanebevstoupení Páně. Poutníkům se podávala místní cukrářská specialita – perníkové Štramberské uši.
Na vrch Kotouč vede křížová cesta z Nového Jičína, svou délkou 8,5 kilometru jedna z nejdelších v České republice.[zdroj⁠?!] Byla postavena jezuity v 17. století.

### Štramberk v datech
- 1359 – středa 4. prosince 1359 založení města Štramberk; moravský markrabě Jan Jindřich Lucemburský povýšil podhradí na město s rozsáhlými právy
- 1380 – markrabí Jošt dal v léno hrad Štramberk s panstvím Vokovi z Kravař; v držení pánů z Kravař až do roku 1434
- 1411 – Lacek z Kravař udělil městu a vesnicím panství právo odúmrti
- od r. 1434 – vlastníky Štramberka Puklicové z Pozořic (mezi jinými i husitský hejtman v Odrách Vilém Puklice z Pozořic)
- 1466 – Burian Puklice z Pozořic bojuje ve službách krále Jiřího Poděbradského ve Slezsku a přijímá Štramberk v léno
- od r. 1471 – jej vlastnil Jindřich z Boskovic; v roce 1477 město propuštěno z manství
- 1481 – město i s panstvím koupil Beneš z Hustopeče
- 1523 – získali Štramberk a biskupské léno Novou Horku páni ze Žerotína – majitelé fulneckého a starojičínského panství (Bernard ze Žerotína) vlastníky
- 1533 – po novém rozdělení žerotínského majetku vzniklo panství novojičínsko-štramberské se sídlem v Novém Jičíně, přičemž se město Štramberk dostalo do úplné závislosti na Novém Jičínu, který se roku 1558 stal městem komorním a byl pro Štramberk nadále vrchností
- 1592 – první zmínka o škole, pravděpodobně českobratrské
- 1612 – vznik cechu tkalcovského
- 1613 – rozhodčí výrok o dlouholetém sporu Štramberka s Novým Jičínem, Štramberk obhájil své hrdelní právo, naopak jeho řemeslníci byli zapojeni do novojičínských cechů
- 1624 – Štramberk ve vlastnictví jezuitského řádu jako nadační statek olomouckého konviktu.
- během třicetileté války město několikrát zasaženo válečnými událostmi a zpustošeno (1624, 1642–1643, 1645–1646)
- 1634 – založení latinské matriky prvním známým katolickým farářem ve Štramberku Melchiorem Vopsou
- 1642 – císař Ferdinand III. městu uděluje dva výroční trhy
- 1647 – vznik cechu soukenického (rozvoj domácí výroby plátna a sukna)
- 1722 – Kristián David z Ženklavy u Štramberka založil v Horní Lužici Ochranov (Herrnhut), středisko obnovené církve českých bratří
- 1850 – město Štramberk součástí soudního a politického okresu Nový Jičín
- 1862 – postavení první školní budovy na náměstí
- 1863 – založení Občanské besedy (zde se soustřeďoval kulturní a společenský život města)
- 1872 – vznik Občanské záložny
- 1874 – vznik hasičského spolku
- 1880 – nález tzv. šipecké čelisti |v jeskyni Šipka na Kotouči (prof. K. J. Maška z Nového Jičína)
- 1881 – společnost Bratří Guttmannů dala postavit místní dráhu ze Štramberka do Studénky
- 1891 – založení dělnického vzdělávacího a čtenářského spolku KOTOUČ
- 1895 – vznik pobočky Klubu českých turistů pod vedením Adolfa Hrstky
- 1896 – postavení další místní dráhy ze Štramberka do Veřovic
- 1897 – otevření Všeobecné pokračovací živnostenské školy
- 1899 – založení spolku Muzejní a průmyslová jednota, jehož přičiněním bylo ve městě založeno muzeum
- 1903 – zastřešení a úprava věže hradu architektem K. Hilbertem, zvané Trúby (lidově Kulatina), na rozhlednu (přičiněním Klubu českých turistů pod vedením A. Hrstky)
- 1907 – 17. března až 21. května, série předvolebních přednášek T. G. Masaryka ve Štramberku[6]
- 1908 – založení Dělnické tělocvičné jednoty (DTJ)
- 1910 – postavení další školní budovy v historizujícím stylu, tzv. Nová škola
- 1911 – schůze v hotelu Kotouč za účasti 600 voličů a profesora T. G. Masaryka (9. června) [7]
- 1912 – otevření cementárny ve Štramberku
- 1920 – otevření Národního sadu na Kotouči
- 1936 – prodej štramberských lomů firmou Bratři Guttmannové Vítkovickým železárnám
- 1938 – Štramberk zabrán do sudetského území, 10. října město obsazeno německým vojskem
- 1945 – 6. května osvobození města Štramberk a vysídlení německého obyvatelstva; v tomto roce došlo ke spojení obou místních železnic, znárodnění štramberských lomů, vápenky a cementárny, které se staly součástí Vítkovických železáren a strojíren Klementa Gottwalda
- 1950 – město je chráněnou lokalitou; vznik JZD
- 1964 – připojení JZD ke Státnímu statku v Příboře, později zde bylo Středisko závodu 04 Školního zemědělského podniku Nový Jičín, VŠB Brno, zaměřené na výrobu mléka a masa
- 1969 – Štramberk se stal městskou památkovou rezervací [8]

## Obyvatelstvo

Věková struktura obyvatel obce Štramberk roku 2011

## Městská správa
Od 1. ledna 1976 do 23. listopadu 1990 k městu patřila Ženklava.

## Knihovna
Městská knihovna Štramberk poskytuje veřejné knihovnické a informační služby a jejím zřizovatelem je město Štramberk. Veřejná obecní knihovna vznikla ve Štramberku na konci roku 1921. Původní umístění na městském úřadě postupně vystřídalo různé budovy, v letech 1931–2001 sídlila knihovna v budově hasičského domu, od roku 2001 do současnosti pak v budově staré školy. Roku 2018 se připojila k projektu Kniha do vlaku. V roce 2018 byl počet registrovaných čtenářů 200, počet knih ve volném výběru 21 000 a roční počet výpůjček činil 11 490, měla tři studijní místa s internetem pro veřejnost a veřejně dostupnou wi-fi síť, zajišťovala rozvoz knih imobilním čtenářům a uspořádala celkem 38 kulturně-vzdělávacích akcí.[zdroj⁠?!]

## Osobnosti
- Zdeněk Bár (1904–1980), spisovatel a literární historik
- Cyril Hykel (1896–1976), sběratel lidové slovesnosti a učitel
- Jiří Hanzelka (1920–2003), cestovatel
- Adolf Kellner (1904–1953), dialektolog, bohemista a romanista
- Martin Štěpán (1777–1846), protestantský kazatel
- Svatava Hubeňáková (1928–2024), herečka

## Paleontologie
V okolí Štramberka se nacházejí vápencové masivy, které obsahují množství fosilií mořských živočichů z období pozdní jury až rané křídy (stáří asi 155 až 130 milionů let). Mimo jiné zde byly objeveny také zuby velkých mořských krokodýlovitých plazů z kladu Thalattosuchia (čeleď Metriorhynchidae, podčeleď Geosaurinae), žijících v období rané křídy. Tito mořští predátoři dosahovali délky asi 4 až 6 metrů a byli vzdáleně příbuzní dnešním krokodýlům.

## Archeologické naleziště
Podle výzkumu se na vrchu Kotouč u Štramberka nacházelo hradiště. Nálezy pocházejí z období kultury s moravskou malovanou keramikou z mladší doby kamenné, ze slezské fáze kultury lužických popelnicových polí, z platěnické kultury doby halštatské a z pozdní doby laténské.

## Další fotografie

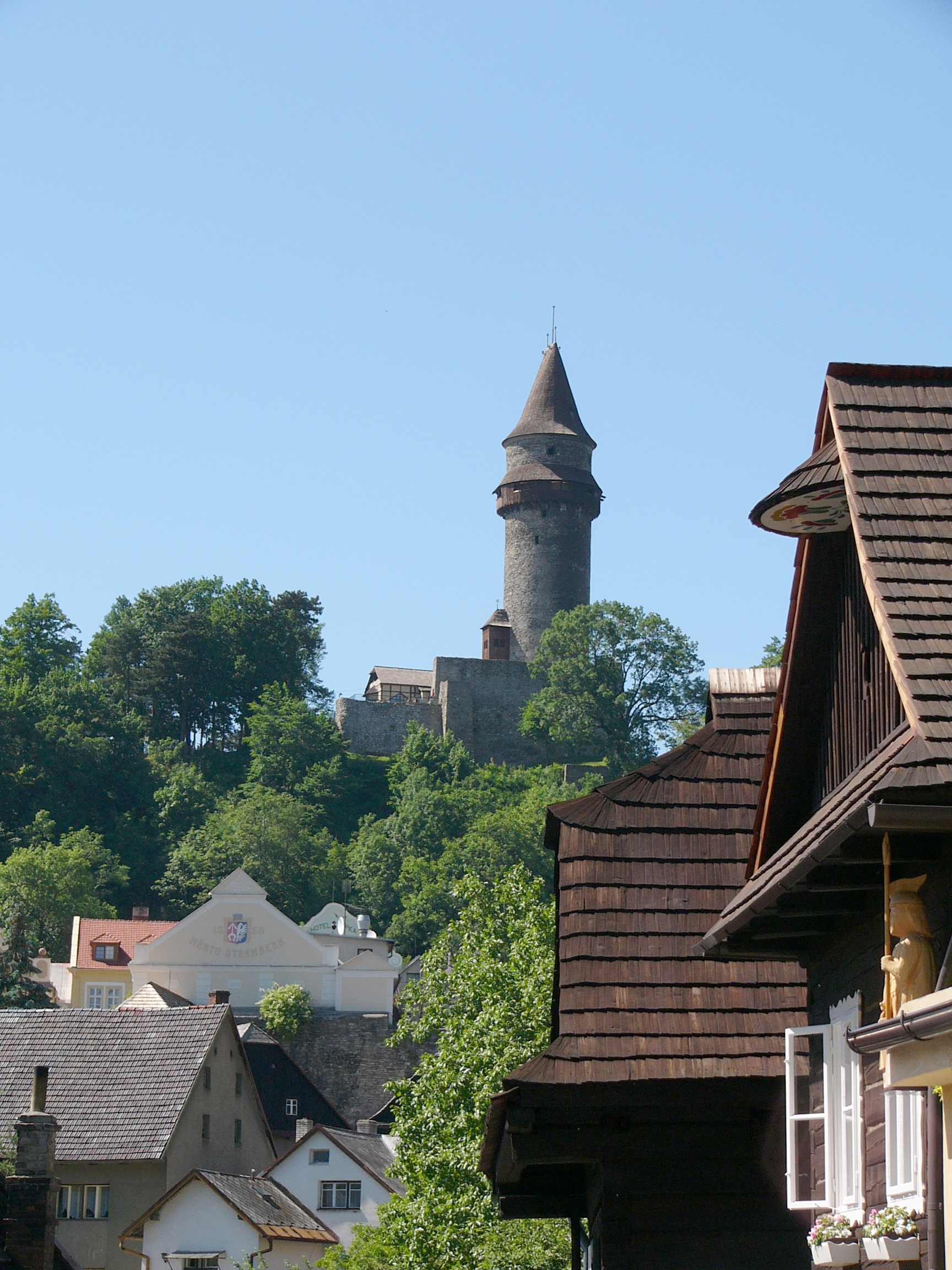
Štramberská Trúba
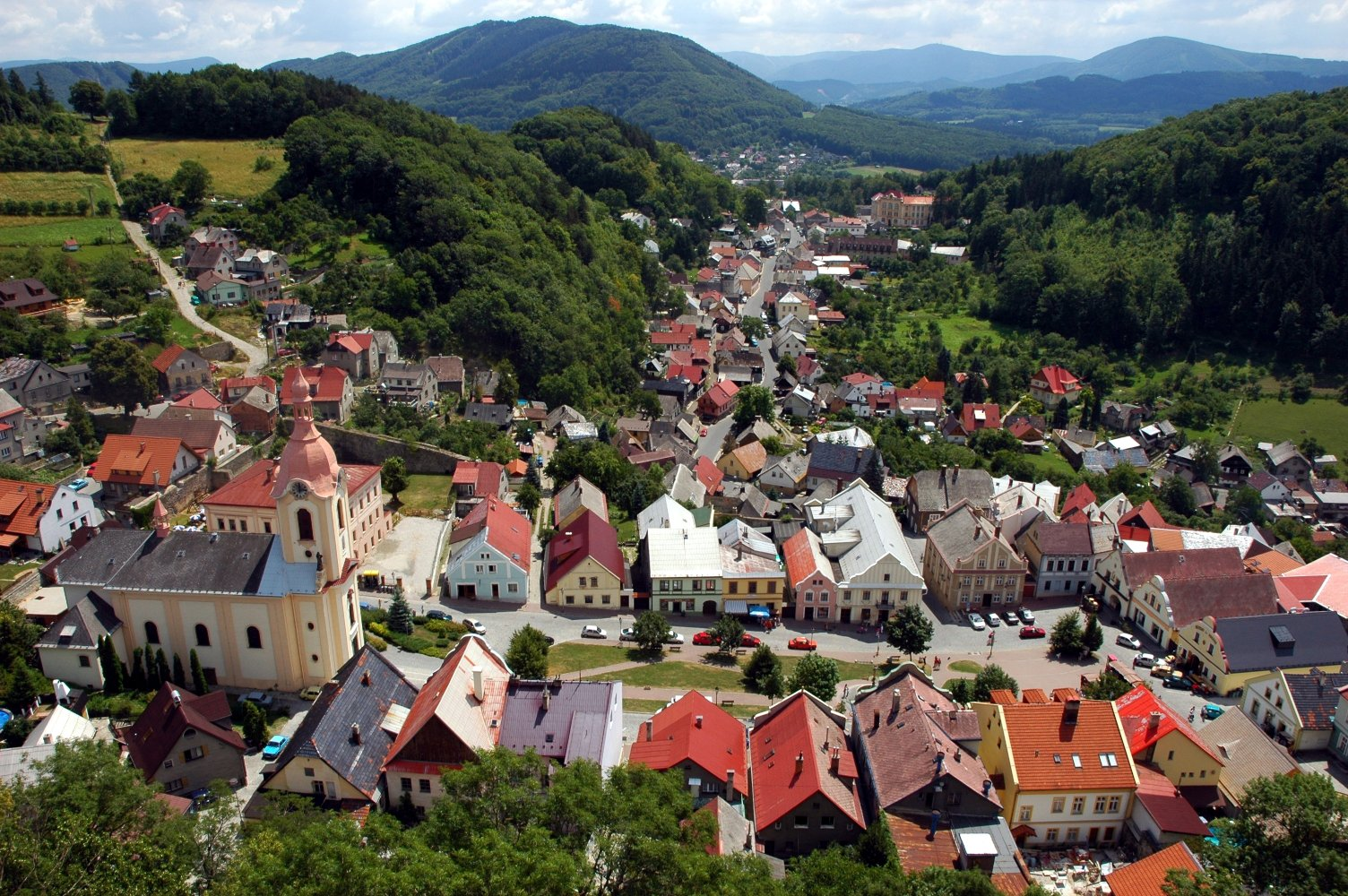
Pohled na město z hradu Štramberk na Zámeckém kopci
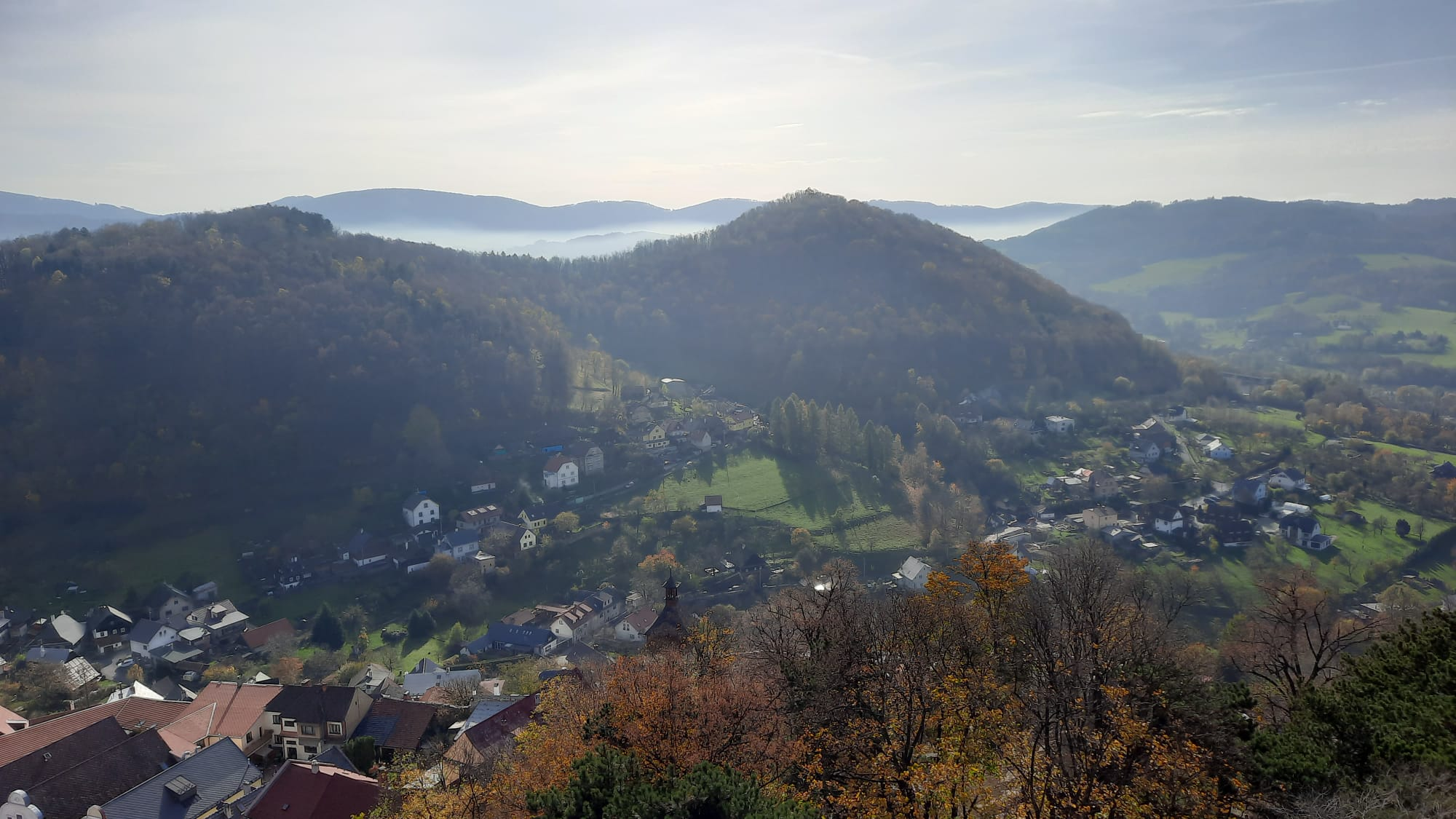
Pohled na zbylou část města z hradu
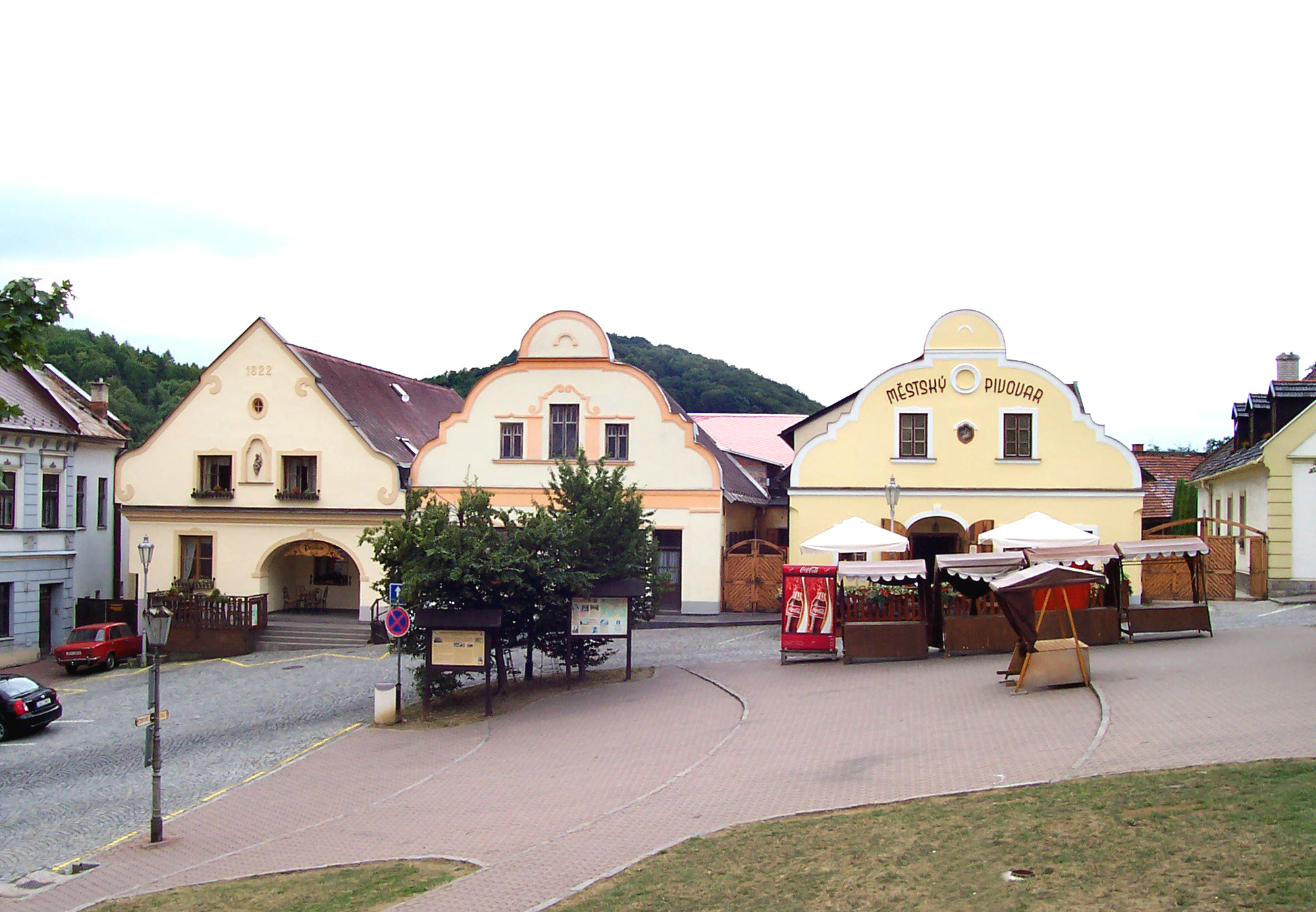
Náměstí ve Štramberku, nazvané jednoduše Náměstí
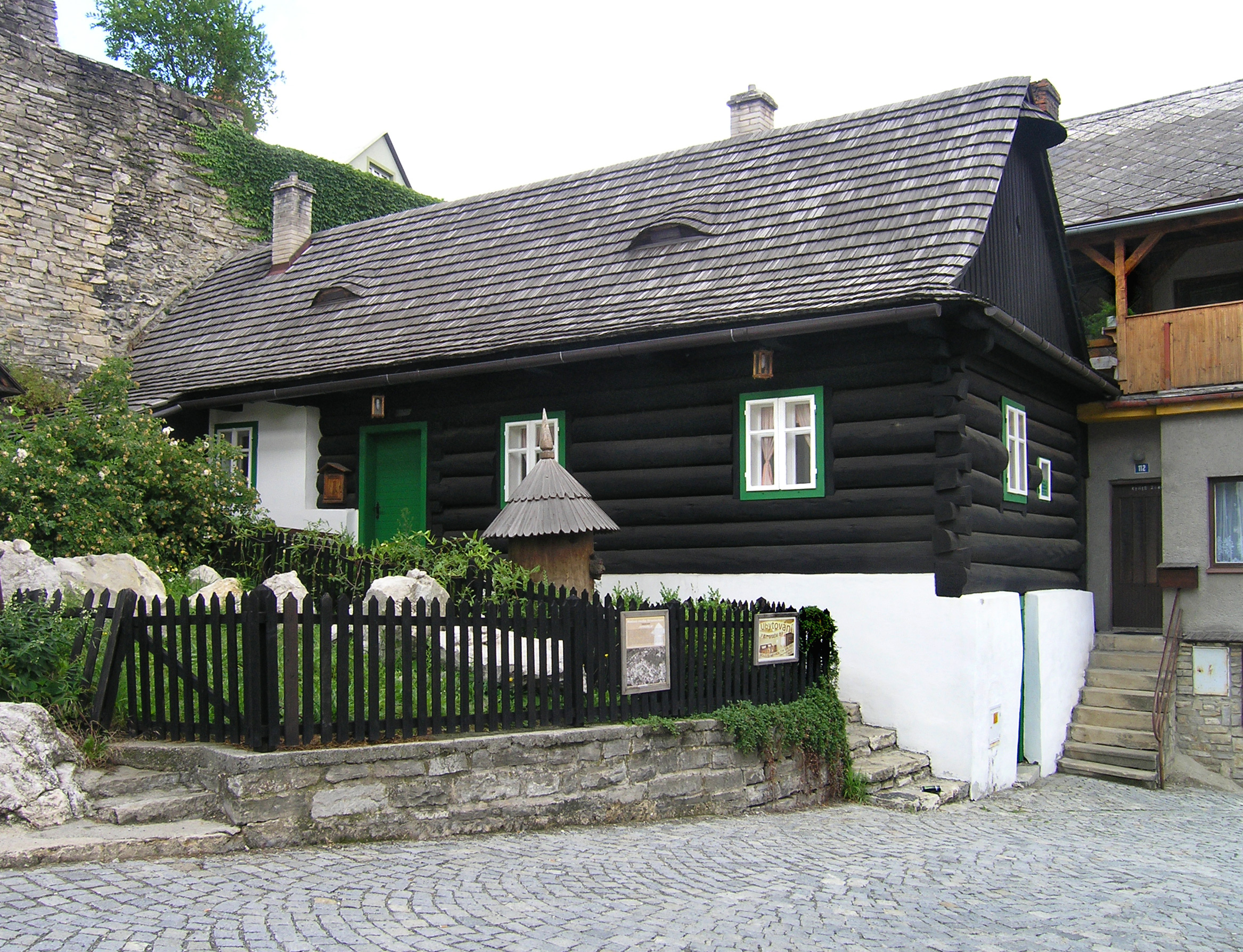
Lidová architektura – hlavní důvod zřízení Městské památkové rezervace
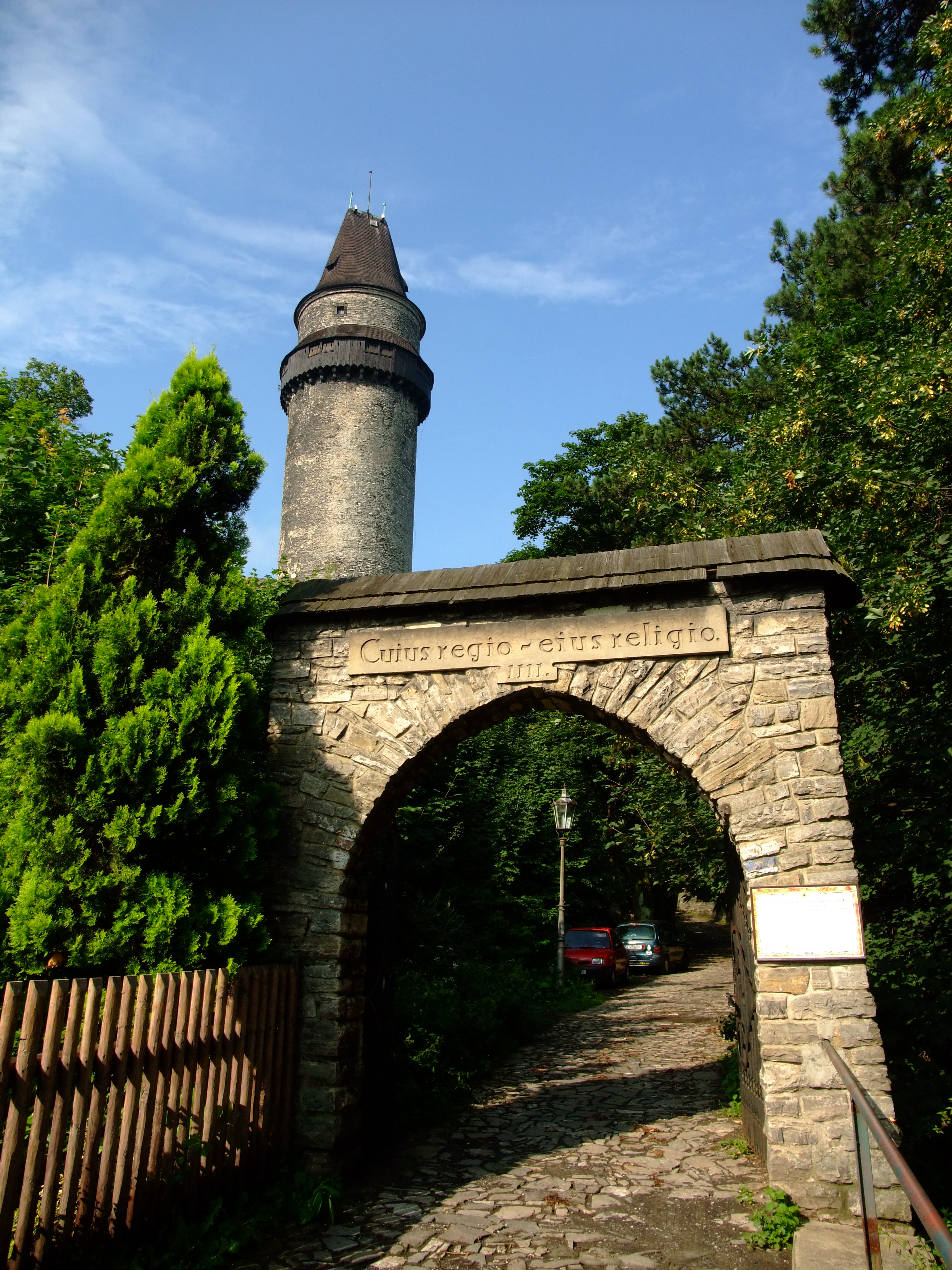
Vstupní brána do hradu
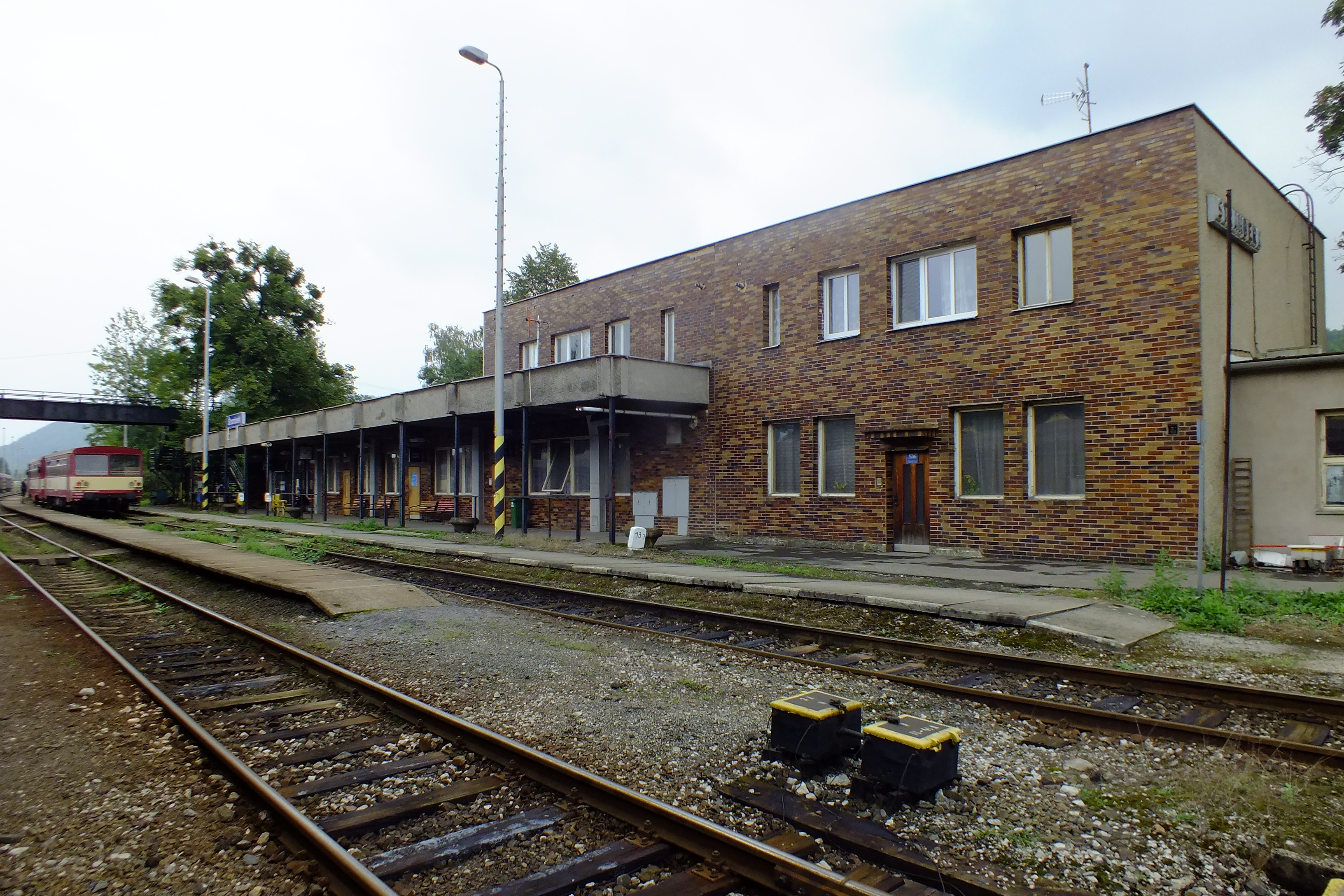
Železniční stanice

### Literatura

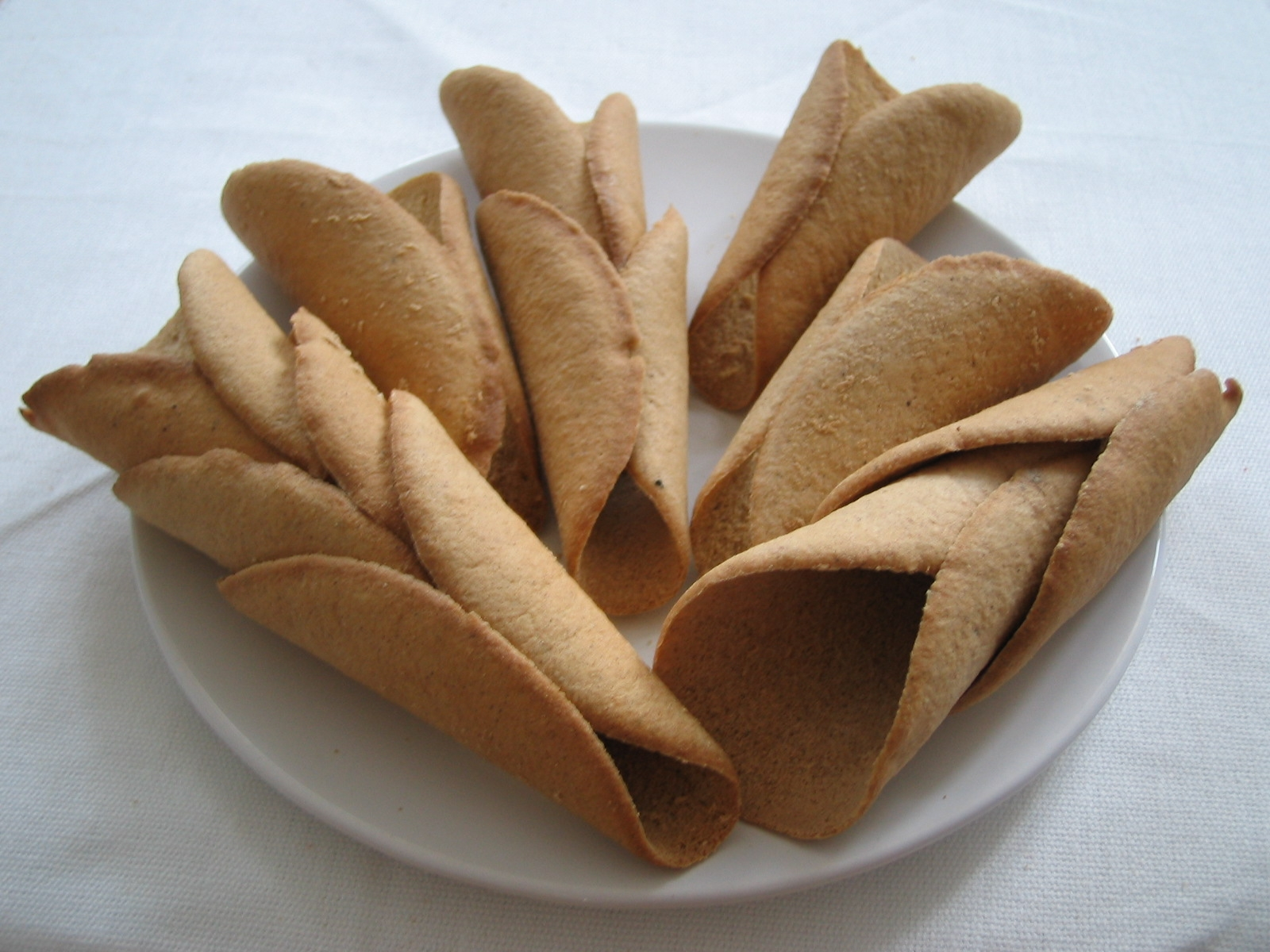
Štramberské uši – místní specialita, která získala ochranné označení EU